# Проспект Науки (остановочный пункт)
Проспе́кт Нау́ки — пассажирский остановочный пункт Киевского железнодорожного узла Юго-Западной железной дороги.
Расположен вдоль улицы Пироговский шлях и Столичного шоссе, неподалёку от места выхода на Столичное шоссе проспекта Науки (отсюда и название).
Размещается между остановочным пунктом Выдубичи-Трипольские (расстояние — 2,5 км) и станцией Пётр Кривонос (расстояние — 2,3 км).
Участок, на котором расположен остановочный пункт, был проложен в течение 1981—1984 годов, платформа построена в начале 1980-х годов.